# Edith Hannam
Pour les articles homonymes, voir Boucher.
Edith Margaret Boucher Hannam (née le 28 novembre 1878 — décédée le 16 janvier 1951) est une joueuse de tennis britannique du début du XXe siècle.
En 1912, elle a décroché la médaille d'or aux Jeux olympiques de Stockholm, à la fois en simple dames (indoor) et en double mixte (associée à Charles Dixon). 
Elle a atteint en 1914, la finale du double dames à Wimbledon, aux côtés d'Ethel Thomson Larcombe.
Edith Hannam s'est aussi illustrée au tournoi de Cincinnati, remportant le simple dames en 1909.

## Palmarès (partiel)

### Titres en simple dames
| No | Date       | Nom et lieu du tournoi            | Catégorie     | Surface    | Finaliste           | Score    |          |
| -- | ---------- | --------------------------------- | ------------- | ---------- | ------------------- | -------- | -------- |
| 1  | 1909       | Cincinnati tournament, Cincinnati |               | Dur (ext.) | Martha Kinsey       | 6-3, 6-1 |          |
| 2  | 05/05/1912 | Jeux olympiques d'été, Stockholm  | J. olympiques | NC         | Sofie Castenschiold | 6-4, 6-3 | Parcours |

### Finales en double dames
| No | Date       | Nom et lieu du tournoi           | Catégorie | Surface      | Vainqueures                 | Partenaire             | Score    |  |
| -- | ---------- | -------------------------------- | --------- | ------------ | --------------------------- | ---------------------- | -------- |  |
| 1  | 1909       | Cincinnati tournament Cincinnati |           | Dur (ext.)   | Martha Kinsey Adele Kruse   | Julius Frieberg        | 6-4, 7-5 |  |
| 2  | 22/06/1914 | The Championships Wimbledon      | G. Chelem | Gazon (ext.) | Agnes Morton Elizabeth Ryan | Ethel Thomson Larcombe | 6-1, 6-3 |  |

### Titre en double mixte
| No | Date       | Nom et lieu du tournoi          | Catégorie     | Surface | Partenaire    | Finalistes                        | Score         |          |
| -- | ---------- | ------------------------------- | ------------- | ------- | ------------- | --------------------------------- | ------------- | -------- |
| 1  | 05/05/1912 | Jeux olympiques d'été Stockholm | J. olympiques | NC      | Charles Dixon | Helen Aitchison · Herbert Barrett | 4-6, 6-3, 6-2 | Parcours |

## Parcours en Grand Chelem (partiel)
Si l’expression « Grand Chelem » désigne classiquement les quatre tournois les plus importants de l’histoire du tennis, elle n'est utilisée pour la première fois qu'en 1933, et n'acquiert la plénitude de son sens que peu à peu à partir des années 1950.

### En double dames
| Année | - | - | Championnat de France | Championnat de France | Wimbledon            | Wimbledon            | US National | US National |
| 1914  | - | - | -                     | -                     | Finale Ethel Thomson | Agnes Morton E. Ryan | -           | -           |

Sous le résultat, la partenaire ; à droite, l’ultime équipe adverse.

## Parcours aux Jeux olympiques

### En simple dames
| # | Date       | Nom de l'olympiade               | Surface        | Résultat | Ultime adversaire   | Score    |          |
| - | ---------- | -------------------------------- | -------------- | -------- | ------------------- | -------- | -------- |
| 1 | 05/05/1912 | Jeux olympiques d'été, Stockholm | Parquet (int.) | Or       | Sofie Castenschiold | 6-4, 6-3 | Parcours |

### En double mixte
| # | Date       | Nom de l'olympiade              | Surface        | Résultat | Partenaire    | Ultimes adversaires               | Score         |          |
| - | ---------- | ------------------------------- | -------------- | -------- | ------------- | --------------------------------- | ------------- | -------- |
| 1 | 05/05/1912 | Jeux olympiques d'été Stockholm | Parquet (int.) | Or       | Charles Dixon | Herbert Barrett · Helen Aitchison | 4-6, 6-3, 6-2 | Parcours |